# Vremja, vperёd!
Vremja, vperёd! (Время, вперёд!) è un film del 1965 diretto da Sof'ja Mil'kina e Michail Abramovič Švejcer.